# 변우영
변우영(邊雨英, 1969년 6월 21일 ~ )은 대한민국의 KBS의 아나운서이다.

## 학력
- 충북대학교 불어불문학과 졸업
- 연세대학교 언론홍보대학원 졸업

## 경력
- 1994년: KBS 22기 공채 아나운서(KBS청주방송총국, KBS대전방송총국 지역근무)

## 진행

### TV
- 1998년 : KBS2 《김병찬, 변우영의 행복탐험》
- 1999년 : KBS1 《KBS 뉴스 9》 주말
- 1999년 : KBS1 《전국노래자랑 1999 상반기 결선》
- 1999년 ~ 2000년 : KBS1 《KBS 뉴스 5》
- 1999년 ~ 2000년 : KBS2 《열려라 동요세상》
- 2000년 ~ 2001년 : KBS1 《TV 내무반 신고합니다》
- 2000년 ~ 2001년 : KBS2 《생방송 오늘》
- 2001년 ~ 2002년 : KBS1 《가족오락관》
- 2002년 : KBS1 《KBS 뉴스광장》 (문화계 소식)
- 2002년 ~ 2004년 : KBS1 《KBS 정오뉴스》
- 2002년 : KBS1 《쇼! 행운의 신용카드》
- 2004년, 2010년 : KBS1 《바른말 고운말》
- 2004년 : KBS1 《KBS 예술극장》
- 2004년 : KBS2 《행복충전 백세인》
- 2004년 ~ 2005년 : KBS2 《행복한 밥상》
- 2005년 : KBS1 《색다른 TV》
- 2006년 ~ 2007년 : KBS1 《국악한마당》
- 2006년 ~ 2007년 : KBS2 《도전! 주부가요스타》
- 2006년 : KBS1 《KBS 뉴스광장》(토요일 임시진행)
- 2006년 : KBS1 《KBS 뉴스 네트워크》 (임시진행)
- 2009년 : KBS1 《아침마당》 (출연) <화요초대석> 1부-아나운서들이 간다!, 2009년 4월 26일
- 2012년 : KBS2 《맛있는 퀴즈쇼 행운의 식탁》
- 2013년 ~ 2014년 : KBS1 《KBS 뉴스 (930)》
- 2019년 ~ 2020년 : KBS1 《KBS 뉴스광장》 토요일
- 2021년 : KBS2 《KBS 아침뉴스타임》 임시진행 (4월 16일, 4월 20일 ~ 4월 23일, 12월 27일 ~ 12월 29일)
- 2022년 : KBS1 《KBS 뉴스 2》 임시진행 (2월 3일)
- 2023년 : KBS1 《KBS 뉴스 12》 임시진행 (7월 10일 ~ 7월 14일)

### 라디오
- 2004년 ~ 2005년 : KBS 3라디오 《함께하는 세상 만들기》
- 2019년 ~ 2025년 : KBS 1라디오 《함께하는 세상》
- 2021년 ~ 현재 : KBS 1라디오 《바른말 고운말》

## 출연

### 드라마
- 2019년 : KBS2 《저스티스》

## 가족 관계
- 배우자 : 왕상한
  - 장녀 : 왕유
  - 차녀 : 왕민